# Nisland
Nisland è un comune degli Stati Uniti d'America, situato in Dakota del Sud, nella contea di Butte.